# Eumenia
Eumenia là một chi bướm ngày thuộc họ Lycaenidae.